# Северо-восточная диалектная зона

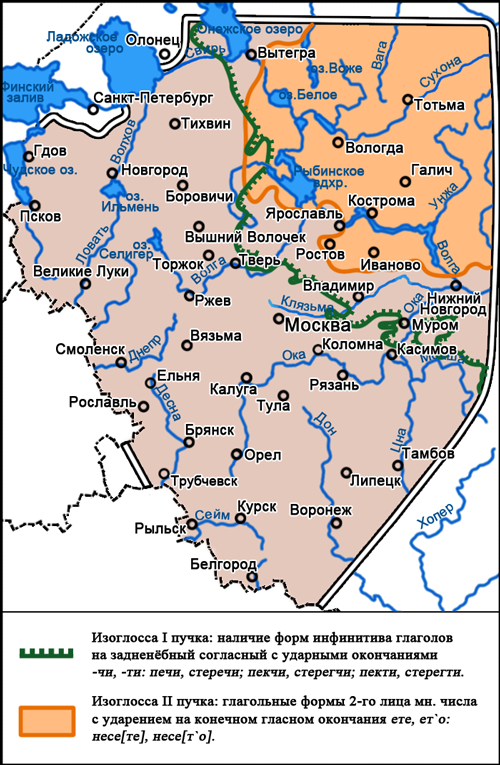
Северо-восточная диалектная зона
На основе данных

Се́веро-восто́чная диале́ктная зо́на — одна из диалектных зон русского языка, охватывающая значительную часть территории северного наречия (центральные и восточные области) за исключением говоров Ладого-Тихвинской группы на западе, а также занимающая территорию восточных среднерусских говоров, исключая области распространения их акающих говоров.

## Особенности размещения диалектной зоны
Северо-восточная диалектная зона характеризуется языковыми чертами, выделяемыми двумя пучками изоглосс, которые очерчивают различные по охвату территории. Пучки изоглосс располагаются в удалении друг от друга на всём их протяжении кроме небольшого отрезка в западной части. Ареалы обоих пучков изоглосс охватывают территории говоров Вологодской и Костромской групп, при этом ареал изоглосс I пучка продвигается западнее и южнее ареала II пучка, тем самым языковой комплекс изоглосс II пучка отличается от комплекса изоглосс I пучка тем, что он не распространяется на говоры Онежской группы и восточные среднерусские окающие говоры. Таким образом, особенностью говоров Онежской группы и восточных среднерусских окающих говоров является отсутствие в них диалектных явлений II пучка изоглосс, а особенностью говоров Ладого-Тихвинской группы является отсутствие в них всех диалектных явлений северо-восточной зоны (в отличие от других говоров северного наречия). Изоглоссы I пучка разграничивают ареалы восточных среднерусских окающих и акающих говоров. Объединяемые диалектными явлениями северо-восточной зоны говоры северного наречия на востоке (Вологодская и Костромская группы) противопоставляются говорам на западе (Ладого-Тихвинская группа), а восточные среднерусские говоры (их северная часть) противопоставляются западным, такое разграничение северного наречия и среднерусских говоров создаётся совмещением отрезков пучков изоглосс (идущих в направлении с севера на юг) северо-восточной диалектной зоны с пучками изоглосс западной и северо-западной диалектных зон. В области пересечения изоглосс северо-восточной, северо-западной и западной диалектных зон локализуются переходные межзональные говоры северного наречия, а в области взаимоналожений ареалов различных изоглосс северо-восточной и юго-восточной диалектных зон располагаются восточные среднерусские говоры.

## История
Ареал северо-восточной диалектной зоны сложился на основе языковых явлений говоров ростово-суздальского диалекта, распространившихся в процессе расселения жителей Ростово-Суздальской земли в ареале северного наречия (исключая его крайне западную область — ареал ладого-тихвинских говоров). Так же, как и языковые явления северного наречия, диалектные особенности северо-восточной зоны формировались на территории взаимодействия ростово-суздальского диалекта с новгородским. Наличие взаимодействия такого рода отличает ареал северо-восточной зоны от ареала центральной диалектной зоны, языковые черты которой сложились на исконной территории ростово-суздальского диалекта, не затронутой междиалектными контактами с говорами новгородского диалектного типа.

## Языковые черты диалектной зоны
К особенностям северо-восточной диалектной зоны относят распространение в ней значительной части языковых черт говоров центрального типа. Данная диалектная зона характеризуется небольшим числом языковых черт и нерегулярностью их распространения по её территории. При этом некоторые черты могут встречаться и в других диалектных объединениях, в том числе и не граничащих с северо-восточной зоной (например, в говорах белорусского языка и пограничных с ними русских говорах). Северо-восточная диалектная зона, накладываясь на восточную часть территории северной зоны, разделяет большинство её языковых черт в своей северной части и, накладываясь на незначительные части западной и юго-восточной зон, разделяет их черты в своих окраинных районах.

### Языковые черты, общие для двух пучков изоглосс
Пример, в котором отмечены диалектные черты, типичные для северо-восточной диалектной зоны: Настелят рожь-ту, да стукают молотилом. Больно хорошо. Как жито уберём, потом гулям. Для данной зоны характерны: употребление постпозитивных частиц (в этом примере с существительным жен. рода в винительном пад.), название цепа — молотило, наречие больно в значении очень, слово жито в значении зерновые культуры.

### I пучок изоглосс
Одними из наиболее ярких явлений, характерных для говоров I пучка изоглосс данной зоны, являются: Распространение таких слов, как мост (сени), бо́льно наряду с менее распространённым словом ши́бко (очень); местоимение 3-го лица в форме именительного пад. мн. числа оне́, в говорах северной части диалектной зоны сосуществует с формой они́, отсутствует в Онежской группе говоров. Произношение слов: внук с начальным м — [м]нук (отсутствует в северной части диалектной зоны); кукушка с предударным гласным о — кок[у́]шка; а также произношение нерегулярно распространённых слов: [де́р']гат'  (дёргать), [л’о]шш или [л’о]ш’ш'  (лещ), [д’о́]ржим (держим) и др. Употребление форм инфинитивов с конечным ударным -и от основ на задненёбный согласный: печи́, стеречи́ или пекчи́, пекти́, стерегчи́, стерегти́ и т. п. (см. изоглоссу на карте) (такие же формы инфинитивов распространены в юго-западной части западных среднерусских акающих говоров)
Также к диалектным явлениям I пучка изоглосс относят: Исключительное распространение форм инфинитива с суффиксом -ти глаголов типа нести́, везти́, идти́ (такие же формы инфинитивов исключительно распространены в части западных среднерусских говоров, на других территориях употребляются формы типа нест' , везт'  наряду с нести́, везти́). Распространение разрозненными ареалами инфинитивов кла́сти, ходи́ти. Нерегулярно распространённое явление употребления предлога по с винительным пад. неодушевлённых и одушевлённых существительных в конструкциях с целевым назначением: пошёл по орехи, пошёл по топор и т. д.

### II пучок изоглосс
Среди диалектных явлений II пучка изоглосс отмечаются следующие: Употребление глаголов 2-го лица мн. числа с ударением на конечном гласном окончания: ед[те́], ед[т’о́] (едите), сиди[те́], сидит[т’о́] (сидите), несе[те́], несе[т’о́] (несёте) и т. д. (см. изоглоссу на карте) Произношение слова молния как мо́внийа. Распространение слов огоро́д (изгородь), у́повод (период работы без перерыва), хорово́д и др.